# إنريكي كولازو
إنريكي كولازو (بالإنجليزية: Enrique Collazo)‏ (مواليد 5 أكتوبر 1988) هو ملاكم أمريكي، مثّل بلاده في الألعاب الأولمبية الصيفية 2012.

## روابط خارجية
إنريكي كولازو على موقع بوكس ريك (الإنجليزية) (registration required)
- إنريكي كولازو على موقع أوليمبيديا (الإنجليزية)